# Pollyana Moça (telenovela)
Pollyana Moça é uma telenovela brasileira produzida e exibida pela extinta Rede Tupi entre 8 de julho e 16 de dezembro de 1958, em 45 capítulos. É uma continuação de Pollyana (1956), sendo a primeira vez na história da televisão brasileira que uma novela ganhava uma continuação devido ao sucesso da primeira. Assim como a primeira novela, foi baseada na obra da escritora estadunidense Eleanor H. Porter, Pollyanna Moça, de 1915, sendo adaptada por Tatiana Belinky e dirigida por Júlio Gouveia.
Por ser exibida ao vivo, uma vez que ainda não existia um método de gravação na época, Pollyana Moça era exibida apenas às terças e quintas-feiras. A maior parte do elenco da primeira novela foi mantida, porém em outros papeis, uma vez que a obra se passava em outro país e apenas a personagem Pollyana continuava, sendo ainda interpretada por Verinha Darcy.
Em 2022, o SBT produziu uma segunda adaptação brasileira da obra, escrita por Íris Abravanel, com o título Poliana Moça.

## Enredo
Quatro anos depois do acidente que sofreu, já adolescente e recuperada, Pollyana se muda temporariamente para Boston, nos Estados Unidos, quando Dr. Chilton – agora casado com sua tia Polly – vai para a Alemanha com a esposa fazer uma especialização. Em Boston ela vai morar com uma amiga da família, Ruth Carew, uma mulher triste, amarga e que quase não fala com ela, embora a menina encontre amizade em sua irmã, a adorável senhorita Della. Pollyana descobre que senhora Carew ficou assim após seu sobrinho Jamie desaparecer aos 4 anos, quando a irmã mais nova dela faleceu e o pai da criança fugiu com ele. Logo a menina relaciona que o Jamie desaparecido é o mesmo menino de rua que ela conheceu no bairro e que lhe desperta uma inocente paixão.
Ao longo da história Pollyana tenta aproximar Jamie da senhora Carew e fazê-los descobrir se são realmente da mesma família, enquanto vive do primeiro amor com o rapaz e cria laços de amizade com Nina, Luna e Cissy, descobrindo juntas as belezas da adolescência. Ao final da história, mesmo sem ter certeza se Jamie é realmente seu sobrinho, a senhora Carew decide adota-lo, deixa de lado seu coração frio e faz as pazes com a irmã Della, enquanto Pollyana retorna à Inglaterra amadurecida e pronta para encarar a juventude com outros olhos.

## Elenco
| Ator             | Personagem         |
| ---------------- | ------------------ |
| Verinha Darcy    | Pollyanna Whittier |
| David José       | Jamie              |
| Suzy Arruda      | Ruth Carew         |
| Lúcia Lambertini | Della Carew        |
| Beatriz Segall   | Nina               |
| Dulce Margarida  | Luna               |
| Ileana Saska     | Cissy              |

### Participações especiais
| Ator                | Personagem      |
| ------------------- | --------------- |
| Amândio Silva Filho | Dr. Tom Chilton |
| Wilma Camargo       | Polly Harrigton |